# Roberto Car
Roberto Car (Trieste, 3 de janeiro de 1947) é um físico italiano.